# Ruthless People
Ruthless People (Por fin me la quité de encima en Latinoamérica y ¡Por favor, maten a mi mujer! en España) es un largometraje estadounidense estrenado en 1986.

## Sinopsis
Sam Stone está harto de su mujer, Bárbara. Se casó por ella solamente para heredar a su suegro moribundo, pero el hombre nunca fallece. Mientras esperaba que el anciano pase a mejor vida, él mismo hizo su fortuna como magnate de la confección, y ahora desea sacarse de encima a su esposa de una vez por todas. Sin embargo, cuando estaba a punto de llevar a cabo su plan, su mujer es secuestrada. Sam debe negociar el dinero que ganó con un particular invento para… ¿salvarla o matarla?

## Reparto
| Actor                | Personaje                    |
| -------------------- | ---------------------------- |
| Danny DeVito         | Sam Stone                    |
| Bette Midler         | Barbara Stone                |
| Judge Reinhold       | Ken Kessler                  |
| Helen Slater         | Sandy Kessler                |
| Anita Morris         | Carol Dodsworth              |
| Bill Pullman         | Earl Mott                    |
| William G. Schilling | Jefe de policía Henry Benton |
| Art Evans            | Ten. Bender                  |
| Clarence Felder      | Ten. Walters                 |
| J. E. Freeman        | Bedroom Killer               |
| Gary Riley           | Heavy Metal Kid              |
| Phyllis Applegate    | Loan officer                 |

- Datos: Q684697